# Summer Gigs 1976
«Summer Gigs 1976» (укр. «Літні концерти 1976 року») — короткий концертний тур британського рок-гурту «Queen», що складається з чотирьох виступів по Великій Британії, що відбулися на підтримку альбому «A Day at the Races».
Останній концерт туру в Гайд-парку став безкоштовним виступом, який зібрав натовп з 150 000 чоловік. Він також був професійно знятий і тепер доступний на неофіційних релізах.

## Сет-лист
1. A Day at the Races intro (тільки Гайд-парк)
2. Bohemian Rhapsody (плівка/рок-секції)
3. Ogre Battle
4. Sweet Lady
5. White Queen (As It Began)
6. Flick Of The Wrist
7. You're My Best Friend
8. Bohemian Rhapsody
9. Killer Queen
10. The March Of The Black Queen
11. Bohemian Rhapsody (Reprise)
12. Bring Back That Leroy Brown
13. Brighton Rock
14. Son and Daughter (Reprise)
15. '39
16. You Take My Breath Away
17. The Prophet's Song
18. Stone Cold Crazy
19. Doing All Right
20. Lazing on a Sunday Afternoon
21. Tie Your Mother Down
22. Keep Yourself Alive
23. Liar
24. In the Lap of the Gods… Revisited 
 Виступ на біс:
25. Now I'm Here 
 Виступ на біс:
26. Big Spender
27. Jailhouse Rock
28. God Save the Queen

Пісні не виконані на концерті в Гайд-парку через обмеження поліції: «Doin' All Right», «Lazing on a Sunday Afternoon», «Tie Your Mother Down», «Now I'm Here», «Big Spender», «Jailhouse Rock» and «God Save The Queen».

## Дати виступів
| Дата            | Місто    | Країна    | Місце проведення  |
| --------------- | -------- | --------- | ----------------- |
| Велика Британія |          |           |                   |
| 1 вересня 1976  | Единбург | Шотландія | Playhouse Theatre |
| 2 вересня 1976  | Единбург | Шотландія | Playhouse Theatre |
| 10 вересня 1976 | Кардіфф  | Уельс     | Cardiff Castle    |
| 18 вересня 1976 | Лондон   | Англія    | Hyde Park         |

## Музиканти
- Фредді Мерк'юрі: головний вокал, піаніно, тамбурин
- Браян Мей: гітара, бек-вокал, банджо (Bring Back That Leroy Brown).
- Роджер Тейлор: ударні, бек-вокал
- Джон Дікон: бас-гітара, додатковий вокал